# Црква Васкрсења Христовог у Нишу
Црква Васкрсења Христовог у Нишу је метох Манастира Хиландар, под управом Епархије нишке Српске православне цркве.
Године 1987. трудом и залагањем хиландарског старца Никанора, а по пројекту архитекте Александра Радовића, започета је изградња храма светог Саве на Делијском Вису у Нишу.
Темеље храма осветио је тадашњи епископ нишки, а потоњи Патријарх српски Иринеј, а убрзо је поред цркве подигнут и конак, који је освећен 1991. године. Хиландарски метох примио је 2000. године Богословију светих Кирила и Методија из Призрена. Поред храма подигнута је нова зграда Богословије, а храм је у потпуности завршен и освећен 2007. године, руком епископа нишког Иринеја. По благослову епископа Иринеја, храм је посвећен Васкрсењу Христовом.

## Историјат метоха
Хиландарски метох у Нишу има дугу традицију постојања, а помиње се први пут 1587. године. Метох се налазио преко пута данашње мале Саборне Цркве. Монаси овог метоха одиграли су велики значај у историји Ниша и Православне епархије нишке. У недостатку писаних података, вредно је поменути један опис изгледа метоха из 1799. године. Он поседује „кућу са пет соба, кухињом, подрумом и плацем од осам и по ари”, а све ово је добио на поклон од неког члана породице Кацигиних, који се замонашио у манастиру Хиландару. На челу метоха налазио се иконом. Временом је у метоху подигнут параклис, који је до изградње малог Саборног храма 1819. године било једино богослужбено место Нишлија.
Хиландарски метох разорен је у савезничком бомбардовању Ниша 4. априла 1944. године и никада није обновљен. Место на коме се метох налазио је продат 1947. године.

## Библиотека старца Никанора
Библиотека старца Никанора свечано је отворена благословом Епископа нишког Арсенија у парохијском дому цркве Васкрсења Христовог при Хиландарском метоху у Нишу 4. марта 2021. године након вечерње службе у овом храму.
Библиотека носи нази „Старац Никанор Хиландарац“, који је обновио Хиландарски Метох у Нишу, а за датум свечаног отварања изабран је управо датум његовог блаженог уснућа у Господу. Са формирањем библиотеке братство храма је, под руководством старешине храма и управитеља Библиотеке протојереја Бобана Стојковића, започело током ванредне ситуације проглашене у нашој земљи 2020. године, услед пандемије вируса Ковид 19.
Прикупљено је неколико хиљада књига од којих је селектовано преко три хиљаде наслова који својом тематиком приличе парохијској библиотеци. Велику помоћ у формирању ове библиотеке пружили су управа и библиотекари Народне библиотеке „Стеван Сремац“ у Нишу, који су комплетну библиотечку грађу стручно средили.
Формирање библиотеке помогли су донацијом значајног броја књига и Матица српска, Народна библиотека Србије, Библиотека града Београда и Службени гласник, као и Центар за црквене студије, Центар за византијско-словенске студије Универзитета у Нишу и Међународни центар за православне студије.